# تعرض للتسويق
التعرض للتسويق هو مقدار المال المستثمر بنوع معين من الأمن و/أو قطاع السوق أو الصناعة، وعادة ما يُعبر عنه بنسبة مئوية من إجمالي أرصدة الإضبارة. يُعرف ببساطة أيضًا باسم «التعرض». ينتج التعرض عن الاستراتيجية التسويقية، وفور تطبيق هذه الاستراتيجية، يصبح الأمر مسألة وقت فقط قبل بدء تطبيق التعرض. ينظم المستهلكون «التعرض للتسويق» عندما تطلق الشركة حملة وتروج لها. توجد ثلاثة أنواع من التعرض للتسويق: التعرض المكثف، والانتقائي، والحصري. يعرِّض التعرض للتسويق المبلغ الإجمالي المستثمر في السوق المذكورة إلى مخاطر. في حال استثمرت شركة معينة بمقدار 25% في قطاع سكني، عندها تبلغ نسبة تعرض السوق لهذا القطاع 25%. يحذَّر المستثمرون من استثمار مبالغ كبيرة في قطاع واحد لأن نتائج التعرض قد تتراوح بين ربح وخسارة بناءً على مخرجات استراتيجيات سوقية معينة، يُنصح بتنوع القطاعات لتقليل عنصر المخاطرة.

## لمحة عامة
يُوضع التعرض للتسويق قيد التنفيذ بعد تطبيق الاستراتيجية التسويقية. في عالم التسويق، يُعتبر التعرض رقمًا ضمن ملف. أما في عالم المستهلكين، فالتعرض هو حملة الشركة أو العلامة التجارية التي تحاول التسويق لمنتجات معينة للمساعدة على خدمة المستهلك. تُعتبر أيضًا طريقة لإبراز الشركات في السوق. لن تُطلق الحملات لولا وجود التعرض للتسويق، ما سيخلق معاناة لدى الشركات.

## الهدف
يُعتبر التعرض للتسويق أحد الأجزاء الرئيسية التي تحدد نجاح الشركات في أسواقها. على الرغم من عدم تحديدها أو تعريفها بشكل مباشر على الإطلاق، لكنها تُعتبر عاملًا رئيسيًا يساعد الشركة على التقدم، وخلق المنافسة مع الشركات الأخرى، وجعل الشركة أكثر مصداقية بين المستهلكين، وإفادة الشركة بشكل عام مع إرضاء المستهلكين في الوقت نفسه. في حين أن كل هذا قد يبدو سهلًا، لكن يستغرق تنفيذه، وإطلاقه، وإدارة الحملة أشهرًا من التحضير. على الحملات أن تكون بارزة تمامًا في السوق قدر الإمكان، دون إزعاج المستهلكين أو مضايقتهم بالوصول إلى حد «التعرض المبالغ فيه» للحملة. يوجد توازن بين إبقاء الزبائن مهتمين بمنتج أو علامة تجارية، وإزعاجهم إلى درجة تجعلهم غير مهتمين بدعم الشركة. يجب أخذ العديد من العوامل بعين الاعتبار للنجاح في ترويج حملة إعلانية ما. لا يقتصر التعرض على قاعدة المستهلكين فحسب، بل يمكن أن يستهدف التعرض شركات أخرى في السوق.  ليس على هذه الشركات أن تكون شبيهة بالشركة التي تهدف إلى تحقيق تعرض إيجابي، وعلى العكس من ذلك، على الشركات أن تكون متنوعة لتصل إلى أسواق أخرى ما يفتح آفاقًا جديدة. وفقًا للنصيحة المذكورة سابقًا، يقلل التنوع في قطاعات عديدة من خطر خسارة الأرباح، إذ يعني التنوع الشديد توزع الموارد بكميات صغيرة، ما ينتج عنه حد أدنى من العوائد. يجب تحقيق توازن بين المخاطرة والتنوع.

## الأهداف
أهداف التعرض هي الأهداف الرئيسية التي تسعى الشركة إلى تحقيقها في حملتها. من بين الأهداف المهمة، يُعتبر فهم المستهلكين أحد الأهداف الرئيسية. لتحقيق التعرض الناجح، على الشركة خلق سوق هدف- أي تحديد المستهلكين المعينين واحتياجاتهم. يمكن أن تحدد عوامل خاصة بالمستهلك وعوامل بيئية ما إذا كانت الشركة قادرة على بيع منتجاتها أو خدماتها أم لا. بالتالي، على الشركة أن تقيّم ما عليها تقديمه، ومن ثم تحديد كيفية مساعدة منتجها للمستهلكين. فور تحديد المستهلكين واحتياجاتهم، يمكن للشركة تحديد أهدافها واستراتيجياتها، وكيف يمكنها إقناع المستهلك باختيار المنتج أو الخدمة التي تقدمها بدلًا من اختيار منتج أو خدمة المنافس.

### العوامل
يجب أخذ العوامل بعين الاعتبار من ضمن الأهداف. تقسم العوامل إلى عوامل بيئية، وعوامل متعلقة بالمستهلك، والمنتج، والشركة. يمكن أن يحدد فهم هذه العوامل وكيفية تأثيرها على السوق ما إذا كان يمكن تحقيق الأهداف أم لا.

#### العوامل البيئية
تتضمن العوامل البيئية تغييرًا في حياة المستهلك اليومية. من بين الأمثلة حول ذلك، التغييرات في أنماط حياة العائلة، والتطورات التكنولوجية، وطريقة استخدام العميل للإنترنت. لا يمكن للشركات أن تتحكم بشكل مباشر بالتغييرات البيئية، لكن بإمكانها خلق أهداف أو طرق لتسويق المنتج. في حال تمكنت الشركة من عرض المنتج بالطريقة الصحيحة، يمكنها إقناع المستهلك بأنه بإمكان المنتج تحسين بيئته، وتقديم خدمة يعتقد أنه بحاجتها.

#### المستهلك
تُعتبر العوامل المتعلقة بالمستهلك أساسية لبيع المنتج. بإمكان الشركة أخذ منتجها وبيعه لشراة محتملين فقط في حال فهمت الشركة مشتريها. لذلك يترتب على الشركة طرح أسئلة هامة مثل: من هم العملاء المحتملون؟ من أين يشترون؟ متى يشترون؟ وكيف يشترون؟ وماذا يشترون؟. يساعد فهم أعمق لهذه الأسئلة الشركات على تحليل مستهلكيها، وتحديد أفضل طريقة ممكنة للوصول إليهم.

#### المنتج
تفهم الشركة بشكل عميق منتجاتها. ما يجعل المنتج عاملًا مهمًا جدًا هو تحديد هدفه وقيمته في السوق. يعتمد هدف المنتج على المهام التي يؤديها، ومدى كبرها أو صغرها وتعقيدها.
بعد ذلك، تُعتبر القيمة مهمة في السوق الهدف. على سبيل المثال، يُعتبر منتج مثل جهاز الحاسب العلمي باهظ الثمن، ما يقصي العديد من المستهلكين، إذ لا يرغب عديدون بدفع ثمن حاسب علمي. من ناحية أخرى، يجذب الفلفل، الذي يُعتبر منتجًا رخيصًا، عددًا أكبر من المستهلكين لأنهم يستخدمونه بصورة يومية- لذلك تكون نسبة مستهلكيه أكبر بكثير. 

#### الشركة
للعوامل المتعلقة بالشركة أهمية كبيرة. على الشركة أن تفهم مكانها في السوق، وتعرف قدراتها المالية، والبشرية، والتكنولوجية. تحدد القدرات المالية، والبشرية، والتكنولوجية للشركة مدى كفاءتها في تنفيذ حملتها. فور فهم هذه العوامل ومعرفتها، يمكن للشركة عندئذ إنشاء حملة ناجحة. على الشركة أن تتواصل مع شركات أخرى أيضًا لتحقيق أكبر قدر من التفاعل مع الحملة. يعود سبب ذلك إلى أن البدء بإجراء اتصالات سيخلق روابط وطرقًا تسمح للشركة بالتوسع وصولًا إلى أسواق حيث يمكنها أن تبرز بشكل أكبر. في حال أجري التعرض بشكل صحيح، سينتج عنه زيادة في بيع السلع والخدمات، ما يعني أن البروز في هذه الأسواق سيؤدي إلى بدء الاستثمار في هذه القطاعات، ويزيد من عائدات الاستثمار. 

## وضع الاستراتيجيات
فور تحديد الأهداف، يمكن للشركة أن تبدأ بوضع الاستراتيجيات الخاصة بكيفية التعامل مع حملتها وتنفيذها بنجاح. تكون المبادئ الأساسية في التسويق على الشكل الآتي: تحقيق نجاح مستمر في السوق في مواجهة المنافسين. بوجود هذه المبادئ الأساسية، على الشركة أن تعرف منافسيها، وتضع استراتيجيات خاصة بكيفية كونها فريدة من نوعها، مع تحقيق نتائج إيجابية في السوق. يتطلب تحقيق أفضل نتائج ممكنة في السوق عنصرين رئيسيين، هما: مسألة الموقع، خصوصًا ضمن «المثلث الاستراتيجي» (العملاء، والمنافسين، والشركات)، ومسألة الوقت (تحليل الماضي والمستقبل). اعتمادًا على هذه المبادئ والعناصر الرئيسية، على الشركات تطوير الاستراتيجيات الخاصة بحملاتها. على الشركة تطوير هذه الاستراتيجيات، ومن ثم تحديد معدل التعرض، والفئة المستهدفة، وكيفية تخطيطهم لعرض المعلومات. تجسد هذه الاستراتيجيات مجموعة من التقنيات التسويقية بدءًا من الشعار الخاص بالحملة، وصولًا إلى مكان الإعلانات.